# Giro di Lombardia 1926
Il Giro di Lombardia 1926, ventiduesima edizione della corsa, fu disputato il 31 ottobre  1926, su un percorso totale di 251 km. Fu vinto dall'italiano Alfredo Binda, giunto al traguardo con il tempo di 9h52'32", alla media di 25,416 km/h, precedendo i connazionali Antonio Negrini e Ermanno Vallazza.
L'italiano Binda, scattato a metà salita del Ghisallo per staccare il grande rivale Bottecchia, continuò in solitaria per i restanti 170 km e, come racconterà a fine gara, nutrendosi di 28 uova, alcune portate da casa e altre trovate lungo il percorso.
Presero il via da Milano 69 ciclisti e 24 di essi portarono a termine la gara.

## Ordine d'arrivo (Top 10)
| Pos. | Corridore           | Squadra               | Tempo      |
| ---- | ------------------- | --------------------- | ---------- |
| 1    | Alfredo Binda       | Legnano-Pirelli       | 9h52'32"   |
| 2    | Antonio Negrini     | Wolsit-Pirelli        | a 29'40"   |
| 3    | Ermanno Vallazza    | Legnano-Pirelli       | s.t.       |
| 4    | Ottavio Bottecchia  | Automoto-Hutchinson   | a 32'18"   |
| 5    | Umberto Brivio      | -                     | a 33'12"   |
| 6    | Domenico Piemontesi | Alcyon-Dunlop         | a 33'26"   |
| 7    | Marco Giuntelli     | -                     | a 35'05"   |
| 8    | Secondo Martinetto  | Méteore-Wolber        | a 1h01'28" |
| 9    | Aimé Dossche        | Christophe-Hutchinson | s.t.       |
| 10   | Gianbattista Gilli  | -                     | a 1h08'28" |